# キミトユメミシ
『キミトユメミシ』は、2016年7月29日にLaplacianより発売された18禁恋愛アドベンチャーゲーム。

## 概要
Laplacianのデビュー作である本作は、ヒロインの現実と夢のギャップを楽しむ内容となっている。また、本作はWindows・Macの両環境で動作するクロスプラットフォームでもある。
2016年2月には、CLOCKUPの『フラテルニテ』とコラボレーションキャンペーンが実施された。また、本作のヒロインの一人である柊 真里奈は、2016年4月28日にういんどみるOasisより発売された『ウィザーズコンプレックス』の竜胆ほのかと、髪型・髪色・胸・役職・声優において同じであったため、こ〜ちゃと霜降によるコラボキャンペーンが行われた。

## エンジン移植版
2018年2月22日に『キミトユメミシ』エンジン移植版が無料で公開された。DMMで配布されている（過去にLaplacian公式BOOTHでも配布されていた）。
前述したクロスプラットフォームのエンジンに起因する動作の不具合への対処として、ゲームを手放してしまった人でもプレイできるようにとこのような処置が取られた。未購入でも無料ダウンロードできるので、新規ユーザーを取り込む意図もある。

## あらすじ
主人公・永瀬キミトは、幼いころの事故の後遺症で人の夢を覗く力を持っていた。キミトは他者の悪夢も覗いてしまうため、他者とのかかわりを避けるようになり、少女たちの夢を覗いては慰みものにする日々を送っていた。
ある日彼は、年上の女性の夢を覗けるからという理由で、大学と病院を併設した柊英学園付属に編入する。そこでキミトは心にエッチな想いを抱える4人の少女たちと出会い、彼女たちと触れ合ううちに力になりたいと考えるようになり、彼女たちとの関係は恋愛へと発展していった。

## 登場人物

### メインキャラクター
永瀬 キミト（ながせ きみと）
誕生日 - 4月10日 / 血液型 - O型
身長 - 173cm
本作の主人公であり、柊英学園の2年に転入してきた男子学生。
西崎 由衣（にしざき ゆい）
声 - 桃山いおん
誕生日 - 8月3日 / 血液型 - A型
身長 - 160cm / B85(C)/W58/H83
キミトの同級生。病院の屋上にあるプレハブ小屋に暮らしており、シーツをロープ代わりにして飛び回る。
夢の中では、露出と自慰が好きで、よく他者に見せたがる。
東条 七ノ羽（とうじょう なのは）
声 - 三代眞子
誕生日 - 10月16日 / 血液型 - B型
身長 - 158cm / B88(E)/W58/H85
キミトの同級生。実家が本屋であり自身も図書委員であるため、自作のPOPで本を紹介するも、あまりにもマニアックな本にばかりPOPを貼るため、注目されずにいる。
夢の中ではサディスティックな性格をしており、キミトを責めまくる。
柊 真里奈（ひいらぎ まりな）
声 - 春乃いろは
誕生日 - 6月24日 / 血液型 - AB型
身長 - 165cm / B92(F)/W60/H88
キミトの先輩。学園や病院の母体である柊医療財団の令嬢であり、生徒会長も務めるほどだが、押しに弱いためいろいろ任される。
夢の中ではずぼらな性格をしており、舐め合いを好む。
チジョフ・時雨（ちじょふ しぐれ）
声 - 民安ともえ
誕生日 - 12月24日 / 血液型 - O型
身長 - 155cm / B95(G)/W60/H90
キミトの後輩である、ロシア人とのハーフ。日本好きであり、オノマトペと淫語の勉強に励んでいると自称していることもあり、下品なことばかりを言う。
夢の中では現実とは対照的に恥ずかしがり屋である一方、ことあるごとに放尿しようとする。
小鳥遊 みこと（たかなし みこと）
声 - あじ秋刀魚
誕生日 - 3月2日 / 血液型 - O型
身長 - 152cm / B78(A)/W57/H78
謎の少女。物語の1年前からキミトの夢の中に出てくるようになり、彼女が現れるたびにキミトは頭痛に襲われる。

### サブキャラクター
桃井 犬太（ももい けんた）
声 - 電卓也

ミキ（みき）
声 - 成瀬未亜

ドミトリー（どみとりー）
声 - 野☆球

カズキ（かずき）
声 - 民安ともえ

コウキ（こうき）
声 - 成瀬未亜

あかね
声 - 伊ヶ崎綾香

## スタッフ
- 企画 - Team Laplacian
- 原画 - 霜降
- シナリオ - 緒乃ワサビ
- SD原画 - ぺれっと、みかみ
- 衣装デザイン - はつはる
- グラフィックチーフ - ぺれっと
- CG彩色 - MIKE、闇焔龍、紅月鋼鉄、今村晋一、黒鳥、TOMA、PONSUKE、村地由衣、佐倉りお、ハコ、のしまさ、倉田むと、佐伯ソラ、ひめみやにいな、ふむゆん、宮間捺、えのもとひろあき、株式会社XERO、株式会社天沼矛
- 背景設定・レイアウト - 上都河希
- 背景 - Rickey、マクー、1101、みかみ
- シナリオ協力 - 咲谷まひろ
- Hシーンシナリオ協力
  - コーディネーター - kei（セブンウォーカー）
  - 式（きらきら☆わーくす）、SETO（きらきら☆わーくす）、高田さき（きらきら☆わーくす）、ナガオカタカシ（きらきら☆わーくす）
- 音声制作 - Penguin Studio
- 音楽 - Penguin Studio、Iris Production
- レコーディング - Penguin Studio、Studio秘密基地
- システム設計 - 上都河希
- プログラム - ジェイソン、雪、キフレア、うすACE
- スクリプト - 上都河希、緒乃ワサビ、百合瀬ゆい、釧路洋、細井聡司、johnny、kid、しゃもつ、くろさきこぎん
- デザインワークス
  - タイトルロゴ、DTP・販促、UI - 上都河希
- Webサイト - ゆかいななかまたち
- 4コママンガ - みかみ、はつはる荻之となり、タナカラ、頭_髪
- オープニングムービー制作 - 神月社[Mju:z]
- ティザームービー制作 - どせい[Mju:z]
- 時雨Dictionary・エンディングムービー制作 - Gear
- デバッグ - Laplacian All Staff
- スペシャルサンクス - tororo、流通N川、MARUKEN、逢瀬アキラ、早坂もも、CLOCKUP、ういんどみるOasis、シルキーズプラス、はむはむソフト、La'cryma
- AD - ひらおよぎ
- 社亀 - プーチン
- 制作デスク - 上都河希
- 作品統括 - 緒乃ワサビ

## 主題歌
オープニングテーマ「キミトユメミシ」
作詞 - UiNA / 作曲 - 小高光太郎、UiNA / 編曲 - 小高光太郎 / Guitar - 2翔8太9 / 歌 - yuiko
由衣エンディングテーマ「群青の約束」
作詞 - 緒乃ワサビ / 作曲・編曲 - 百景 / 歌 - RYUNKA
七ノ羽エンディングテーマ「あなたがくれた宝物」
作詞 - 緒乃ワサビ / 作曲・編曲 - dela shoma / 歌 - 高町咲衣
真里奈エンディングテーマ「はじまりの音」
作詞 - やわわ / 作曲・編曲 - dela shoma / 歌 - 高町咲衣
時雨エンディングテーマ「Star Rain」
作詞 - Hiro-To / 作曲・編曲 - Muu Dogg / 歌 - 保科めぐみ
グランドエンディングテーマ「夢の記憶」
作詞 - 緒乃ワサビ / 作曲・編曲 - ウミガメ / 歌 - Ceui
時雨キャラクターソング・挿入歌「時雨Dictionary」
作詞 - 緒乃ワサビ / 作曲 - MARUKEN / 編曲 - MARUKEN、Xelik / 歌 - 時雨（民安ともえ）

## 関連商品
- 初回版特典 ORIGINAL SOUND TRACK
ゲーム内ボーカル7曲と、BGM28曲が収録されている。[8]